# Філогенез
Філогене́з (грец. φϋλον — рід, плем'я і γεννάω — породжую) — історичний розвиток як окремих видів і систематичних груп організмів, так і органічного світу в цілому. Філогенез взаємозв'язаний з онтогенезом.
Філогенез — послідовність подій еволюційного розвитку виду або таксономічної групи організмів. Вивчає філогенез і класифікує організми на його основі філогенетика.
Виділяють такі форми філогенезу:
- дивергенція
- конвергенція
- паралелізм